# Filip, Duce de Anjou
Filip al Franței, Duce de Anjou, (n. 30 august 1730, Versailles, communauté d'agglomération Versailles Grand Parc⁠(d), Franța – d. 7 aprilie 1733, Versailles, communauté d'agglomération Versailles Grand Parc⁠(d), Regatul Franței) este un prinț francez, al doilea fiu al regelui Ludovic al XV-lea și al reginei Maria Leszczyńska.

## Biografie

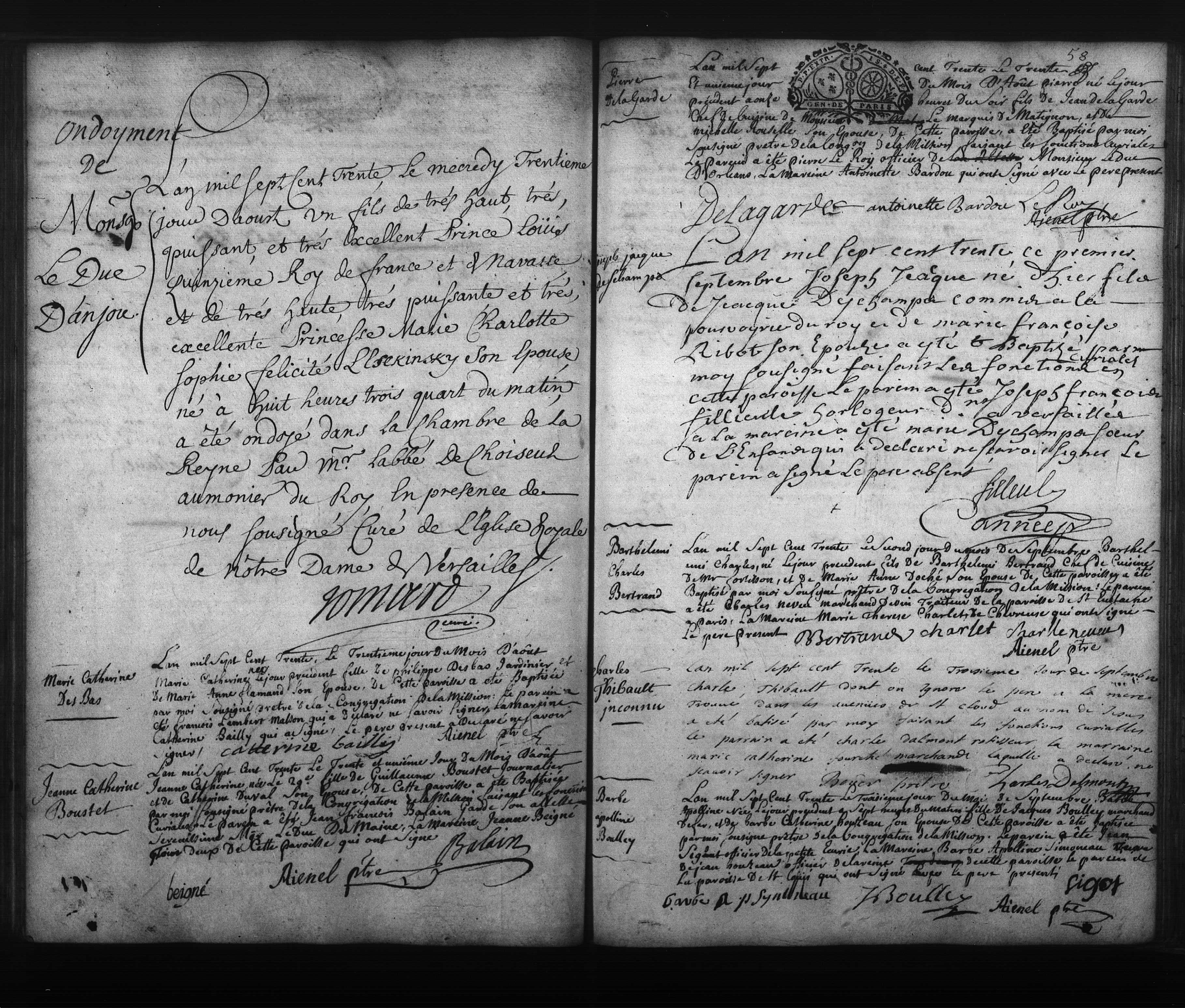
Registrul botezurilor parohiei Notre-Dame de Versailles, menționând botezul ducelui de Anjou.

Filip Ludovic s-a născut la Palatul Versailles la 30 august 1730, la un an după nașterea fratelui său mai mare, Ludovic. Este fiul regelui Ludovic al XV-lea al Franței, atunci în vârstă de 20 de ani, și al soției sale, regina Maria Leszczyńska, pe atunci în vârstă de 27 de ani. Este al doilea fiu și al cincilea copil al familiei regale.
Prin naștere, are rangul de fiu al Franței și alteță regală și este al treilea bărbat ca importanță la curte după tatăl său Ludovic al XV-lea și fratele său mai mare, Ludovic, delfin al Franței.
Numit Filip, numele tradițional al celui de-al doilea fiu, a primit de la tatăl său titlul de Duce de Anjou la naștere, acest titlu fiind asociat frecvent cu al doilea fiu al monarhului. Fostul duce de Anjou fusese tatăl său, cu 15 ani mai devreme, în 1715, în timpul domniei străbunicului său.
Micul Filip a crescut la Versailles împreună cu fratele său, delfinul și cu surorile lor gemene, Madame Élisabeth („Madame de France”, viitoare Ducesă de Parma) și Madame Henriette (“Madame de Navarre”). În martie 1732, Philippe a văzut nașterea viitoarei doamne Adélaïde. În anul următor, sora lui mai mare Marie Louise (Madame Troisième) a murit la Versailles pe 19 februarie 1733 din cauza unei răceli.
Copil bolnav, Filip este îngrijit de un grup de femei care, din credință superstițioasă, au amestecat pământul din mormântul Sfântului Medard cu mâncarea lui. Copilul a primit atât de multă pământ încât organele lui au avut de suferit. Mai mult, medicii care au efectuat autopsia copilului i-au descoperit o cantitate mare de pământ în intestine. Drept urmare, Filip a murit la Versailles la 7 aprilie 1733 la vârsta de 2 ani, la două luni după Madame Troisième.
Trupul său este îngropat la bazilica regală Saint Denis, iar inima sa a fost dusă la capela Sainte-Anne (numită „capela inimilor”, care conține inimile îmbălsămate a patruzeci și cinci de regi și regine ale Franței) din Notre-Dame du Val-de-Grâce.

## Titlu
- 30 august 1730 - 7 aprilie 1733: Alteța Sa Regală Filip al Franței, fiul Franței, Duce de Anjou